# Фармаковский, Владимир Владимирович
Владимир Владимирович Фармаковский (22 октября 1880, Симбирск — 5 июня 1954, Белград) — русский конструктор и инженер-механик, профессор Киевского политехнического института и Белградского университета, член Сербской академии наук, член Императорского Православного Палестинского Общества.

## Биография
Окончил Технологический Институт в Санкт-Петербурге по специальности машиностроение (1903). Занимался военном-морским, промышленным и железнодорожным машиностроением.
В 1909-1920 годах был доцентом, позднее — профессором кафедры прикладной механики Киевского политехнического института.
В 1920 году эмигрировал в Югославию, где стал профессором технического факультета Белградского университета, читал курсы по конструированию локомотивов и паровых котлов. Состоял заместителем председателя Союза русских инженеров в Югославии.
В 1947 году стал одним из основателей и первым директором Института машиностроения, которому позднее было присвоено его имя. В 1948 был избран действительным членом Сербской академии наук.
Скоропостижно скончался 5 июня 1954 года. Похоронен на Новом кладбище в Белграде.